# جینا فیشر
جینا فیشر (انگلیسی: Jenna Fischer؛ زادهٔ ۷ مارس ۱۹۷۴) هنرپیشه اهل ایالات متحده آمریکا است. وی از سال ۱۹۹۸ میلادی تاکنون مشغول فعالیت بوده‌است.
از فیلم‌ها و مجموعه‌های تلویزیونی که وی در آن نقش داشته‌است، می‌توان به گذرگاه، تیغ شهرت، یه کمک کوچولو، شما اینجایید، عشق لولی، مرد منزوی، کارمند ماه، ترفیع و اداره اشاره کرد.